# Arrondissement Neufchâteau (Francie)
Arrondissement Neufchâteau je správní územní jednotka ležící v regionu Lotrinsko ve Francii. Člení se dále na 7 kantonů a 174 obcí.

## Kantony
- Bulgnéville
- Châtenois
- Coussey
- Lamarche
- Mirecourt
- Neufchâteau
- Vittel